# Maria de Alvear
Maria de Alvear (* 25. Oktober 1960 in Madrid) ist eine in Deutschland lebende spanische Komponistin und Interpretin zeitgenössischer Musik (Piano, Gesang).

## Leben
Bereits als Achtjährige erhielt Maria de Alvear Klavierunterricht bei dem Komponisten Eduardo Polonio. Im Haushalt ihrer Eltern (Vater: Architekt, Mutter: Kunstsammlerin) trafen sich Künstler wie Joan Miró oder Antoni Tàpies. Von 1980 bis 1986 studierte sie – insbesondere bei Mauricio Kagel – an der Musikhochschule Köln.
Ihre Kompositionen verbinden häufig traditionelle Instrumentarien mit speziell auf den jeweiligen Raum bezogenen Installationen; sowohl der Interpret als auch das Publikum sollen dabei einen möglichst großen Freiraum in ihrer Wahrnehmung der Klänge erhalten. Das Werk der Musikerin entwickelt sich aus der Erfahrung, die sie aus dem Studium spiritueller Erkenntnisse sogenannter Urvölker im Vergleich mit der westlichen Zivilisation schöpft. In ihrer Arbeit thematisiert sie die Bewusstwerdung des Einzelnen im Bezug zur Natur. Maria de Alvear ist bekannt geworden mit Orchesterwerken wie Sexo und World, Vagina für Stimme und Ensemble oder Raices für Stimme und Ensemble. Ihre Kompositionen gestaltet de Alvear als Künstlerin und Sängerin gemeinsam mit anderen Interpreten, beispielsweise mit den Drums Off Chaos (Jaki Liebezeit, Manos Tsangaris u. a.) oder der Perkussionistin Robyn Schulkowsky. Ihre Kompositionen wurden in Deutschland, der Schweiz, Spanien, Italien und Skandinavien sowie in den USA aufgeführt, etwa auf der Biennale di Venezia, den Donaueschinger Musiktagen oder dem Festival Frau Musica (nova) in Köln. Ihre Installationen waren Bestandteil verschiedener Ausstellungen.
1992 erhielt die Künstlerin, die auch in den Bereichen Hörspiel und Video arbeitet, das Bernd-Alois-Zimmermann-Stipendium.
2014 wurde sie mit dem Spanischen Nationalpreis für Musik ausgezeichnet.
2017 wurde sie in die Nordrhein-Westfälische Akademie der Wissenschaften gewählt.
Mit Unterstützung ihrer Schwester Ana de Alvear, einer bildenden Künstlerin, betreibt sie die World Edition, in der sie Bücher, CDs und die Zeitschrift KunstMusik herausgibt.

## Kompositionen (Auswahl)
- Los Bañistas – Die Badenden, Hörspiel (1987)
- Und die Erde hörte..., Hörspiel (1988)
- Sal (Misa libre) für Orchester, Solisten und Chor (1990)
- El premio, Klavierkonzert (1991)
- En Amor Duro/De Puro Amor für Klavier (1991)
- Sexo, Ritual für Frauenstimme, Violine und großes Orchester (1991)
- En espíritu de rosas, 5 Rituale für Instrumente und Chor (1991/92)
- Hilos de oro – Goldfäden für Violine und Orchester (1992)
- Altamira für Solistinnen, Klavier, Posaune und Chor (1992)
- Al árbol del norte für Klavier und Posaune (1992)
- Luces für Stimme und Streichorchester (1992)
- Purísimo I + II für Ensemble (1992/93)
- Energía blanca für Streichorchester und Video (1993)
- Soles für Septett (1994)
- Aguas – Zwischentöne für Quintett (1994)
- Agua dulce für Oboe, Violine und Orchester (1994)
- Verdad, Ritual für Ensemble (1995)
- Vagina, Ritual für Solistin und Ensemble (1996)
- Luz futura für Ensemble (1996)
- World für zwei Klaviere und großes Orchester (1996)
- Mar für Ensemble (1998)
- Baum für Stimme, 4 Percussionisten, Installation (2000)
- Thinking für Klavier, Violine, Video (2000)
- Asking für Klavier (2000)
- See für Stimme, Streichquartett und Violine solo (2003)

## Ausstellungen
October Madrid Video Sculpture, Galeria Jona Mordo Madrid (1989); In Dank, Bilder, Galerie Burgis Geismann Köln (1990); Raices, Multimedia-Installation, Galerie Moltkerei Köln (1994); Azul, Installation, Ensemblia 97, Mönchengladbach (1997).Utopias Básicas, Installation Schloß Moyland (2007)

## Sekundärliteratur
- Raoul Mörchen: Raum und Energie. Die deutsch-spanische Komponistin Maria de Alvear, in: MusikTexte 80, August 1999, S. 4–10.